# Stagno Lombardo
Stagno Lombardo es una localidad y comune italiana de la provincia de Cremona, región de Lombardía, con 1.457 habitantes.

## Evolución demográfica
| Gráfica de evolución demográfica de Stagno Lombardo entre 1861 y 2001 |
|                                                                       |
| Fuente ISTAT - elaboración gráfica de Wikipedia                       |